# Broddbo
Broddbo is een plaats in de gemeente Sala in het landschap Västmanland en de provincie Västmanlands län in Zweden. De plaats heeft 155 inwoners (2005) en een oppervlakte van 35 hectare.